# Zygiella indica
Zygiella indica är en spindelart som beskrevs av Benoy Krishna Tikader och Bal 1980. Zygiella indica ingår i släktet Zygiella och familjen hjulspindlar. Inga underarter finns listade i Catalogue of Life.